# Hägendorf
Hägendorf es una comuna suiza del cantón de Soleura, ubicada en el distrito de Olten. Limita al norte con las comunas de Eptingen (BL) y Hauenstein-Ifenthal, al este con Rickenbach, al sur con Kappel y Gunzgen, al suroeste con Egerkingen, y al oeste con Langenbruck (BL).

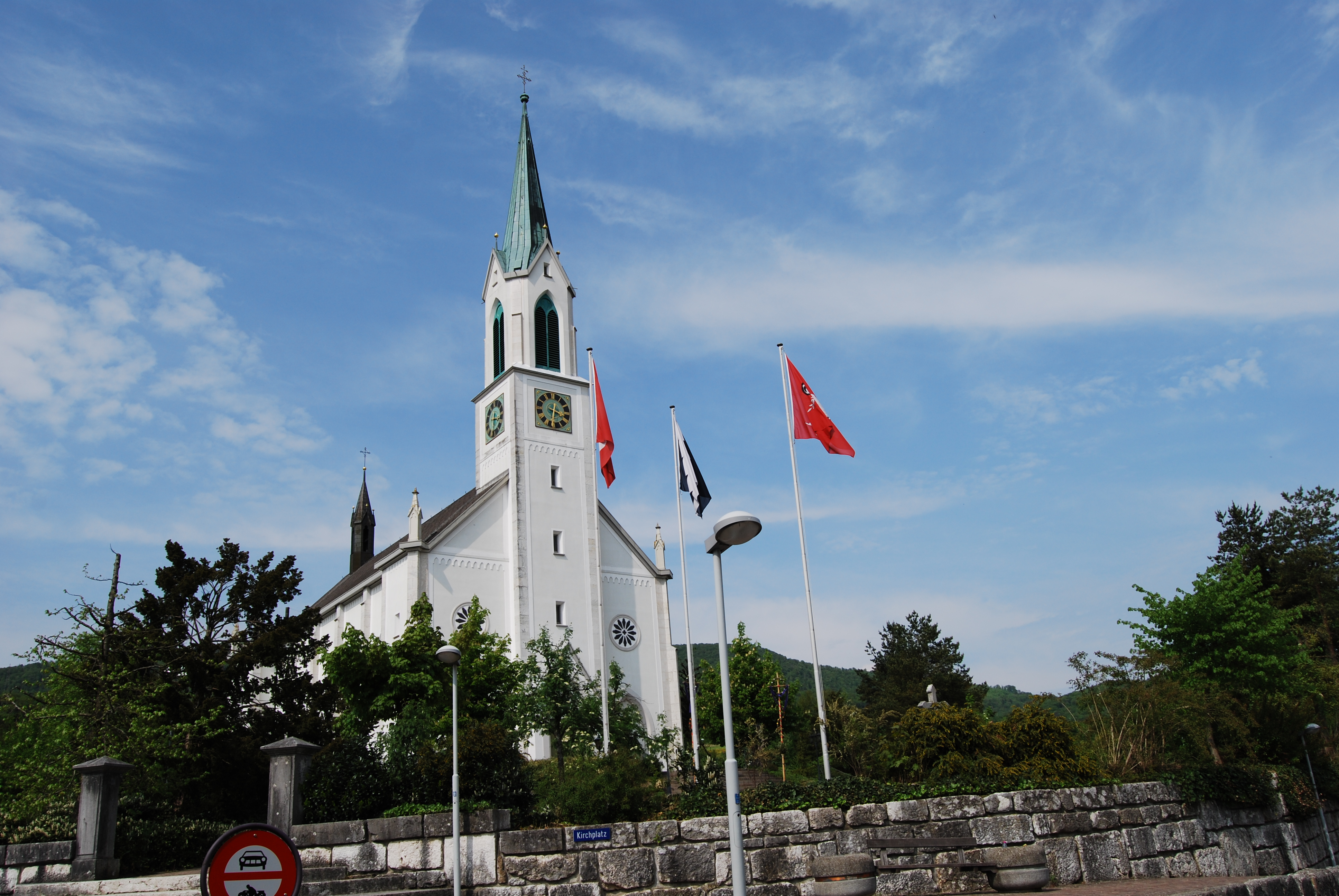
Hägendorf

## Transportes
Ferrocarril
Cuenta con una estación ferroviaria en la que efectúan parada trenes regionales.